# بهشت أباد (بياض)
بهشت أباد (بالفارسية: بهشت‌آباد) هي قرية تقع في إيران في قسم بیاض الريفي. يقدر عدد سكانها بـ 704 نسمة .